# Santa Rosa del Conlara
Santa Rosa del Conlara es la localidad cabecera del departamento Junín, provincia de San Luis, Argentina. 
Se encuentra a la vera de la Ruta Nacional 148, a 207 km de la Ciudad de San Luis, a unos 17 km de Merlo y a 5 km del límite con la provincia de Córdoba.

## Historia
La localidad fue oficialmente fundada el 7 de julio de 1857, originándose alrededor de la capilla de Santa Rosa de Lima en la estancia de Manuel Salazar. Originalmente habitada por los comechingones, que la llamaban “Pisco Yacu” ("Aguada del pajaro"), creció tras la distribución de tierras promovida por el gobernador Justo Daract. 

## Geografía y clima
Santa Rosa del Conlara se encuentra a 587 m s.n.m., en el Valle del Conlara, entre las sierras Comechingones (este) y las serranías de San Luis (oeste). El río Conlara —único en la región que fluye de sur a norte— atraviesa la localidad. El clima es templado, con veranos cálidos (hasta 31 °C en enero) e inviernos fríos (mínima promedio de 5 °C en julio). 
| Parámetros climáticos promedio de | Parámetros climáticos promedio de | Parámetros climáticos promedio de | Parámetros climáticos promedio de | Parámetros climáticos promedio de | Parámetros climáticos promedio de | Parámetros climáticos promedio de | Parámetros climáticos promedio de | Parámetros climáticos promedio de | Parámetros climáticos promedio de | Parámetros climáticos promedio de | Parámetros climáticos promedio de | Parámetros climáticos promedio de | Parámetros climáticos promedio de |
| Mes                               | Ene.                              | Feb.                              | Mar.                              | Abr.                              | May.                              | Jun.                              | Jul.                              | Ago.                              | Sep.                              | Oct.                              | Nov.                              | Dic.                              | Anual                             |
| --------------------------------- | --------------------------------- | --------------------------------- | --------------------------------- | --------------------------------- | --------------------------------- | --------------------------------- | --------------------------------- | --------------------------------- | --------------------------------- | --------------------------------- | --------------------------------- | --------------------------------- | --------------------------------- |
| [cita requerida]                  |                                   |                                   |                                   |                                   |                                   |                                   |                                   |                                   |                                   |                                   |                                   |                                   |                                   |

## Población
Según el censo de 2022, tiene 7 182 habitantes y 2 992 viviendas, lo que lo que representó un incremento del 30,29% de personas, frente a los 5,512 habitantes (Indec, 2010) del censo anterior y la ubica entre los diez municipios más poblados de San Luis.
| Gráfica de evolución demográfica de Santa Rosa del Conlara entre 1895 y 2022 |
|                                                                              |
| Fuente: Censos nacionales del INDEC                                          |

## Turismo y cultura
- **Complejo Río Conlara**: es el balneario más importante de la provincia, a orillas del río que lleva el mismo nombre. Uno de los pocos en el mundo que corre de sur a norte. Cuenta con camping, quinchos, proveeduría y escenario para eventos.
- **Festival del Río Conlara**: evento cultural anual en enero con música regional.
- Atractivos naturales cercanos:
  - Parque provincial Bajo de Véliz: A 30 km se encuentra el Bajo de Veliz, importante lugar arqueológico con numerosos fósiles, en la cantera de piedra Pizarra y restos de utensilios y de la cultura originaria de los Comechingones, antiguos pobladores del lugar. Allí se encuentra el árbol "Guayacan", único en la región.
  - Yacimiento de arte rupestre de Los Lobos.
  - Quebrada de Cautana con petroglifos de más de 6 000 años.
  - Paraje Punta del Agua: A 20 km, en Punta del Agua, se encuentra la capilla Virgen de las Mercedes o de los Funes, ubicada en el extremo norte de la provincia. Esta capilla fue construida entre finales del 1600 y principios del 1700. Fue reparada en 1897 y es fiel testigo de malones y batallas que marcaron la identidad regional.

## Infraestructura y transporte
La localidad cuenta con una iglesia neogótica, terminal de ómnibus, casonas históricas y la antigua estación ferroviaria. El Aeropuerto Internacional Valle del Conlara (IATA: RLO) opera desde 2002 con vuelos regulares.

## Educación y escuelas
Escuelas:
Escuela 398 "Justo Daract". Ubicada en Av. Padre Tavolaro en la avenida de acceso de la localidad. La escuela fue construida en el año 1950.
Escuela N°320 "Dr Nicolás Avellaneda", enseñanza inicial y primaria.
Centro Educativo N.º 17 "Hipólito Irigoyen", ex Escuela N°64, con enseñanza primaria y secundaria.
Instituto "Santa Rosa" e Instituto "Paula Albarracín", colegios de educación superior.

## Personas destacadas
- Macario Cuestas Acosta (1908-1997), nacido en Santa Rosa del Conlara, maestro normal nacional, visitador encargado de las Escuelas del Territorio Nacional de los Andes, inspector técnico general de Escuelas de Provincias, prosecretario y secretario general (1963) del Consejo Nacional de Educación, presidente de la Mutualidad del Magisterio, presidente interventor del Consejo de Educación de la Provincia de San Luis.
- Olga Esther Sirur Flores, autora de libros sobre el Valle del Conlara, Santa Rosa del Conlara y su parroquia. Licenciada en Historia.
- Gilberto Cuestas Acosta (1911-1974), nacido en Santa Rosa del Conlara, abogado, profesor de historia, Secretario Privado del ministro en el Ministerio de Justicia e Instrucción Pública durante la presidencia de Roberto Marcelino Ortiz, inspector de Enseñanza Secundaria, Normal, Especial y Superior, representante del Ministerio de Justicia e Instrucción Pública ante el Consejo Gremial de Enseñanza Privada, luego se desempeñó como Vicepresidente y Presidente de dicho Consejo, integrante del directorio del Banco de Crédito Industrial de la República Argentina (1966-1969), director del Banco Sindical S.A., director delegado del Ministerio de Hacienda (Argentina) en La Emilia Industrias Textiles S.A.

## Parroquias de la Iglesia católica en Santa Rosa del Conlara
| Diócesis  | San Luis           |
| --------- | ------------------ |
| Parroquia | Santa Rosa de Lima |